# 陳策 (清朝)
陳策（？—？），字鍾侯，福建晋江人。中國清朝武官官員。

## 生平
康熙后期陳策任台湾淡水守备，率军抗击朱一贵起事，1721年（康熙60年）奉旨調任前往台灣，接任藍廷珍擔任台灣鎮總兵，加左都督，卒於任。是台灣清治時期此期間，受台灣道制約的台灣地區最高軍事首長。